# Dalius Kaziūnas
Dalius Kaziūnas (* 1976 in der Litauischen SSR) ist ein litauischer Manager, ehemaliger Präsident bei AB „Invalda“.

## Leben
1998 absolvierte er das Masterstudium an der Wirtschaftsfakultät der Vilniaus universitetas.
Ab 1998 ist er Finanzmakler. Von 1996 bis 2008 war er Finanzmaklerassistent, Finanzmakler, ab 2002 Direktor, ab 2004 Vorstandsmitglied der AB FMĮ „Finasta“. Ab 2008 arbeitete er als Berater und Vorstandsmitglied, ab 2012 Präsident bei AB „Invalda“, 2009–2008 Generaldirektor und Vorstandsvorsitzende der Bank AB „Finasta“.  Er war Aufsichtsratsvorsitzende der IPAS „Invalda Asset Management Latvia“ (Lettland). Er ist Direktor von AB „Invalda privatus kapitalas“. Er ist Vorstandsmitglied bei UAB „Ineturas“, AB „Vilniaus baldai“, UAB „Litagra“ und Vorstandsvorsitzende bei UAB „Lauko gėlininkystės bandymų stotis“, ab 2012 Aufsichtsratsmitglied der AB „Vernitas“.